# Ižica (črka)
Ѵ (starocerkvenoslovansko ižica, rusko и́жица) je starejša cirilska črka, ki je predstavljala ipsilon (Υ, υ) v besedah iz grščine, kot na primer сѵнодъ (sünodǔ, sinoda). Ker zveni kot /i/, enako kot normalna črka и, so jo začeli opuščati. Temeljila je na glagoliški ižici (Ⱛ, ⱛ).

## Ruščina
Do leta 1917 sta bili v ruskem pravopisu edini besedi z ižico мѵро (mira) in сѵнодъ. V ruščini se je raba ižice v 18. in 19. stoletju vse bolj zmanjševala. Pravopisna prenova leta 1918 te črke sploh ni več omenjala, tako da je praktično izumrla. Veliko črko so v ruskih knjigah tradicionalno uporabljali namesto rimske številke V. Bila je zadnja črka ruske abecede do prenove leta 1918.

## Drugi slovanski jeziki
Ižica se še vedno rabi v cerkvenoslovanščini.

## Neslovanski jeziki
V neslovanskih abecedah se je ižica rabila na primer v Sjögrenovi osetinski abecedi. Pri prehodu na latinico leta 1929 so jo zamenjali z y. Pri vrnitvi na prilagojeno cirilico leta 1938 (v Južni Osetiji leta 1954) so namesto ižice začeli pisati ы.